# Upside Down; or, the Human Flies
Upside Down; or, the Human Flies er en britisk stumfilm fra 1899 af Walter R. Booth.